# ¡Raro pero cierto!
¡Raro pero cierto! (título original en inglés: Weird but True!) es un programa de televisión educativo estadounidense creado y protagonizado por Charlie Engelman y coprotagonizado por su hermana Kirby Engelman (temporadas 1 y 2) y Carly Ciarrocchi (temporada 3). Originalmente transmitido en Nat Geo Kids, se convirtió en Disney+ Original para su tercera temporada, que debutó el 14 de agosto de 2020.
Inspirado en la serie de libros de National Geographic del mismo nombre, gran parte de su estilo y el uso intensivo de modelos de papel creados por los Engelman son la continuación de su anterior serie de videos cortos de National Geographic Nature Boom Time.

## Sinopsis
Utilizando la artesanía con productos de papel, los hermanos Engelman exploran cosas "raras pero ciertas" sobre una amplia gama de temas, centrándose principalmente en la ciencia. Visitan a expertos en entrevistas y viajan a lugares como laboratorios de delitos, parques de atracciones y los Everglades para encontrar respuestas a sus preguntas y descubrir hechos raros pero verdaderos, y a menudo sus expertos comparten su favorito. Su otra hermana, Casey, aparece como estrella invitada.

## Recepción
Al recomendar la tercera temporada de Disney+, The Washington Post describe ¡Raro pero cierto! ya que "el programa humorístico e informativo orientado a adolescentes aborda una amplia gama de temas desde una variedad de perspectivas científicas" y "[es] una gran elección para preadolescentes y niños en edad escolar".